# Sefton (Nowa Zelandia)
Sefton – miasto w Nowej Zelandii, na Wyspie Południowej, w regionie Canterbury.